# Алевиз Фрязин Старый

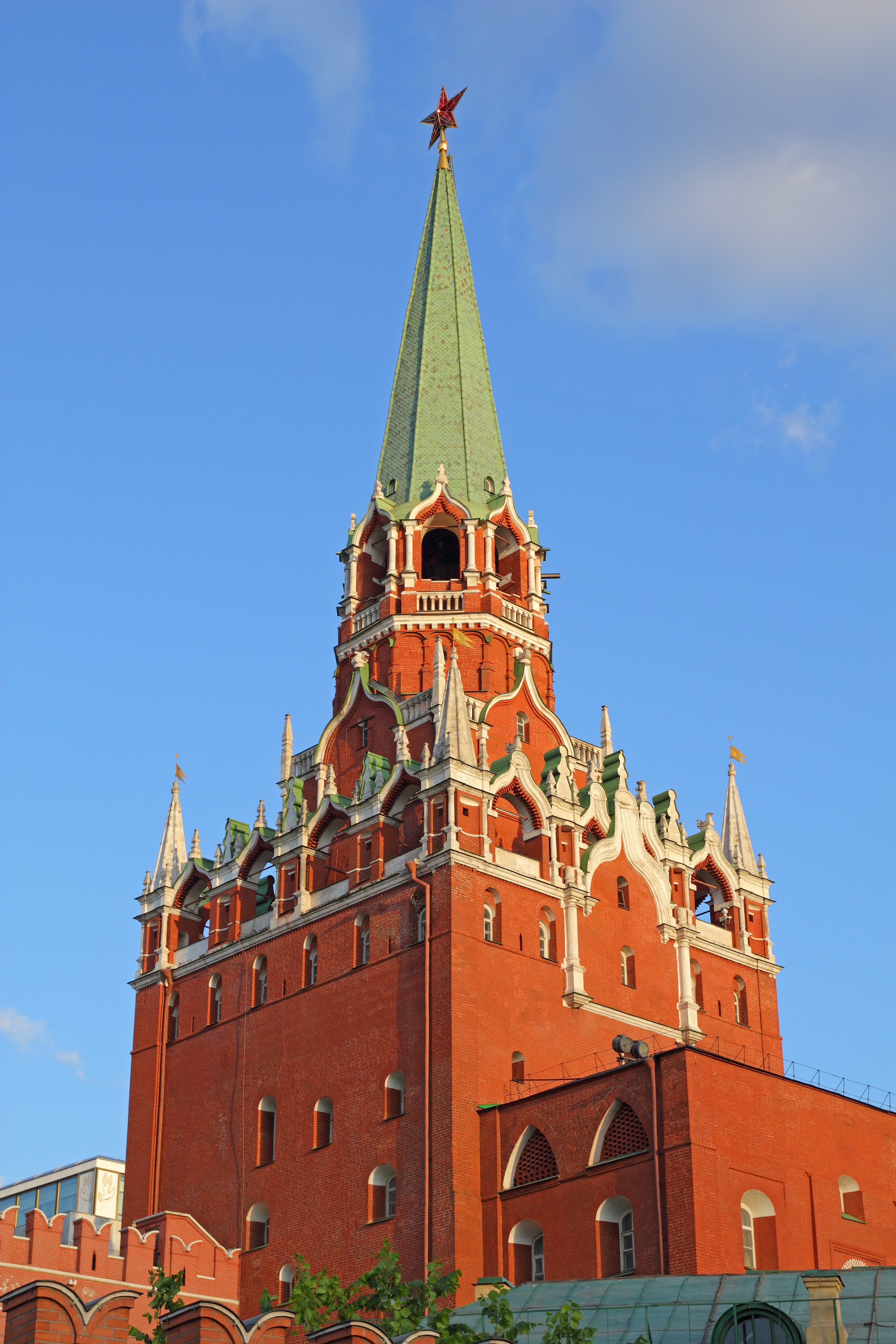
Троицкая башня Московского Кремля

Алеви́з Фря́зин (Алеви́з Ста́рый, Алеви́з Мила́нец, итал. Aloisio da Milano, также иногда просто Алевиз; XV век — XVI век) — итальянский архитектор Алои́зио да Кареза́но (Карка́но), работавший в России в конце XV — начале XVI века. С 1494 по 1499 годы достраивал укрепления Московского кремля, в 1499—1508 годах  стены от дворца до Боровицкой башни, в 1508—1519 годах работал над стенами, башнями и рвами Кремля со стороны реки Неглинной, в том числе над Троицкой башней.
Это первый архитектор по имени Алевиз, прибывший в Москву из Италии (прибывшего через десять лет называют Алевизом Новым).

## Биографические данные
Летописи под 1494 годом сообщают про Алевиза Старого: «Того же лѣта пріидоша послы великого князя на Москву Мануйло Аггеловъ Грекъ да Данило Мамыревъ, что посылалъ ихъ князь великій мастеровъ для въ Венецію и въ Медіоламъ; они же приведоша на Москву Алевиза мастера стѣннаго и полатнаго и Петра пушечника и иныхъ мастеровъ». Как установили современные итальянские исследователи, речь идёт об Алоизио да Карезано (Каркано).
Вероятно, Алевиз сменил умершего в 1493 году Пьетро Антонио Солари и с 1494 по 1499 годы был руководителем кремлёвского фортификационного строительства.
Следующее летописное упоминание об Алевизе Старом связано с тем, что в 1499 году «Тоя же весны, мѣсяца Маіа; князь великій велѣлъ заложити дворъ свой каменъ, полаты каменыа и кирпичныа, а подъ ними погребы и ледники, на старомъ дворѣ у Благовѣщеніа, да и стѣну камену отъ двора своего до Боровитцкіа стрѣлници; а мастеръ Алевизъ Ѳрязинъ отъ града Медіолама.». Это строительство было завершено к 1508 году, когда Василий III переехал в построенный дворец:8. То, что речь здесь идёт именно об Алевизе Старом, подтверждается упоминанием города Медиолама (Милана).
В 1504 году в Москву прибыл Алевиз Новый.
В 1508 году «Тоя же весны князь великій Василей Ивановичь вкруз града Москвы повелѣ ровъ дѣлати каменіемъ и кирпичемъ и пруды чинити вкруз града повелѣ Алевизу Ѳрязину.»:8. Летописи приводят и более конкретные сведения об этих работах, начавшихся в 1507 и оконченных в 1519 году, — строились стены, башни, плотины и ров вдоль реки Неглинной.

## Постройки
До 1970-х годов в истории архитектуры господствовала следующая точка зрения: Алевиз Старый строил лишь западные укрепления Кремля вдоль Неглинной, а Алевиз Новый — все остальные упоминаемые в летописных сообщениях постройки (Большой Кремлёвский дворец, Архангельский собор, церковь Рождества Иоанна Предтечи у Боровицких ворот:10 и храмы, заложенные в 1514 году). Алевиз Новый считался одним из величайших архитекторов эпохи, а Алевиз Старый был низведён до роли второстепенного (по сравнению с Солари) фортификатора.
В последней четверти XX века эта точка зрения была поставлена под сомнение С. С. Подъяпольским, В. П. Выголовым и О.Г. Ульяновым. Данные исследователи отнесли кремлёвский великокняжеский дворец к творчеству Алевиза Старого, а В. П. Выголов сомневался в авторстве Алевиза Нового и в отношении церквей, заложенных в 1514 году. Позднее С. В. Заграевский также высказался, что аргументы в пользу отнесения кремлёвского дворца к творчеству «мастера стенного и палатного» Алевиза Старого убедительны (Алевиза Нового в 1499 году ещё не было на Руси, к тому же в летописном сообщении под этим годом говорится, что мастер был из Милана), но автором церквей, построенных после 1514 года, был все же Алевиз Новый.
Таким образом, с 1494 по 1499 годы Алевиз Старый достраивал кремлёвские укрепления, которые не успел завершить Солари. В 1499—1508 годах он строил Большой Кремлёвский дворец и стены от дворца до Боровицкой башни. В 1508—1519 годах он работал над стенами, башнями и рвами Кремля со стороны Неглинной. Дальнейшая судьба зодчего неизвестна.